# Colombier-Fontaine
Colombier-Fontaine ist eine französische Gemeinde mit 1.215 Einwohnern (Stand: 1. Januar 2022) im Département Doubs in der Region Bourgogne-Franche-Comté.

## Geographie
Colombier-Fontaine liegt auf 302 m, etwa zehn Kilometer südwestlich der Stadt Montbéliard (Luftlinie). Das Dorf erstreckt sich im Doubstal auf der linken (südlichen) Seite des Flusses, am Nordrand der äußersten Höhenzüge des Juras.
Die Fläche des 7,66 km² großen Gemeindegebiets umfasst einen Abschnitt des Doubstals. Die nördliche Grenze verläuft entlang dem Doubs, der hier in einer ungefähr 1,5 Kilometer breiten flachen Talniederung nach Westen fließt und von der Wasserstraße des Rhein-Rhône-Kanals begleitet wird. Bei Colombier-Fontaine münden die beiden kurzen Seitenbäche Bié und Ruisseau du Rorbe in den Kanal. Vom Flusslauf erstreckt sich das Gemeindeareal südwärts über die Talaue und einen rund 100 m hohen, bewaldeten Steilhang bis auf die angrenzende Tafeljurahochfläche, die überwiegend von Wies- und Weideland bedeckt ist. Auf diesem Hochplateau, im Bois du Plénot, wird mit 474 m die höchste Erhebung von Colombier-Fontaine erreicht. Die östliche Abgrenzung verläuft im Erosionstal der Combe d’Étouvans.
Nachbargemeinden von Colombier-Fontaine sind Longevelle-sur-Doubs und Lougres im Norden, Étouvans im Osten, Villars-sous-Écot im Süden sowie Saint-Maurice-Colombier im Westen.

## Geschichte
Das Gemeindegebiet von Colombier-Fontaine war schon sehr früh besiedelt. Es wurden Überreste aus den Epochen vom Neolithikum bis zur Römerzeit gefunden.
Die erste schriftliche Erwähnung von Colombier erfolgte im Jahr 1147 in einer Urkunde des Erzbischofs von Besançon, in der dem Priorat Lanthenans den Besitz der Kirche in Columbeyr Superiori bestätigt wird. Aus späterer Zeit sind die Bezeichnungen Colombie Saveroux (1284), Colombier Savoreux (15. Jahrhundert), Colombier-Savoureux (1494), Colobie Savereux (1544) und seit dem 18. Jahrhundert Colombier-Fontaine überliefert.
Im Mittelalter gehörte Colombier zur Herrschaft Châtelot, die 1561 durch Kauf unter die Oberhoheit der Grafen von Montbéliard kam. Im Winter 1587/88 wurde das Dorf beim Einmarsch der Guisen verwüstet. Während des Dreißigjährigen Krieges wurde es zwischen 1633 und 1637 erneut in Mitleidenschaft gezogen. Mit dem Versailler Vertrag  von 1748 gelangte Colombier an Frankreich.
Im 19. Jahrhundert begann die Entwicklung zur Industriegemeinde. Die Eröffnung der Bahnlinie von Montbéliard nach Besançon im Jahr 1858 trug zur Erschließung der Region bei. Die Wasserkraft des Doubs wurde für den Betrieb von Mühlen und später für die Elektrizitätsgewinnung genutzt. Von Bedeutung war eine Textilfabrik, die erst 1978 ihren Betrieb einstellte. Daneben gab es eine Ziegelei, eine Sägerei und seit Beginn des 20. Jahrhunderts auch eine Gießerei, die von der Familie Peugeot gegründet wurde. Heute ist Colombier-Fontaine Mitglied des Gemeindeverbandes Pays de Montbéliard Agglomération.

## Sehenswürdigkeiten
Die protestantische Kirche (Temple) von Colombier-Fontaine wurde im 17. Jahrhundert im klassischen Stil an leicht erhöhter Lage südlich des Dorfes errichtet. Zu Beginn des 20. Jahrhunderts erhielt das Dorf auch eine katholische Kirche (Saint-Jean-l’Évangéliste).

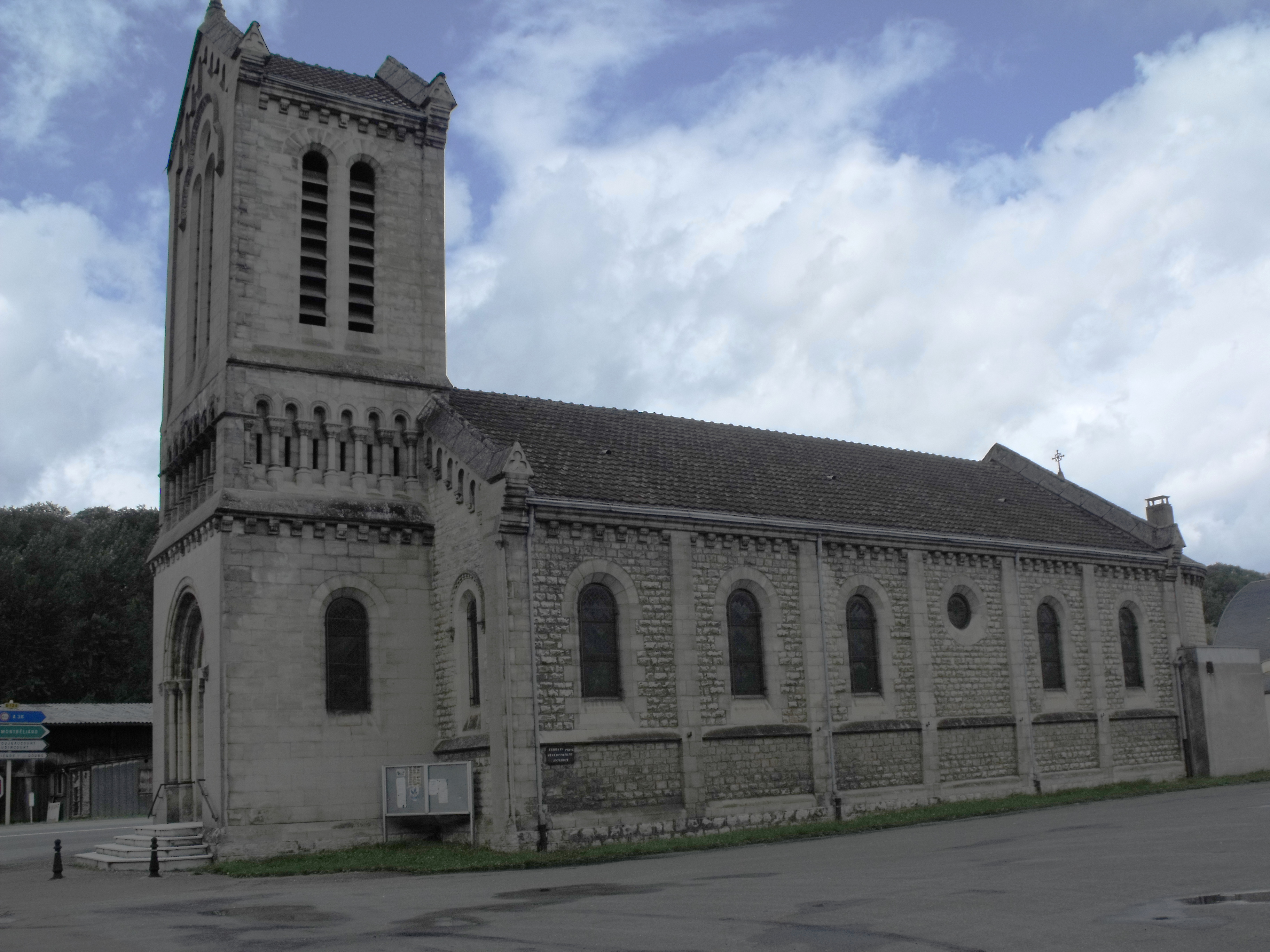
Kirche Saint-Jean-l'Évangéliste
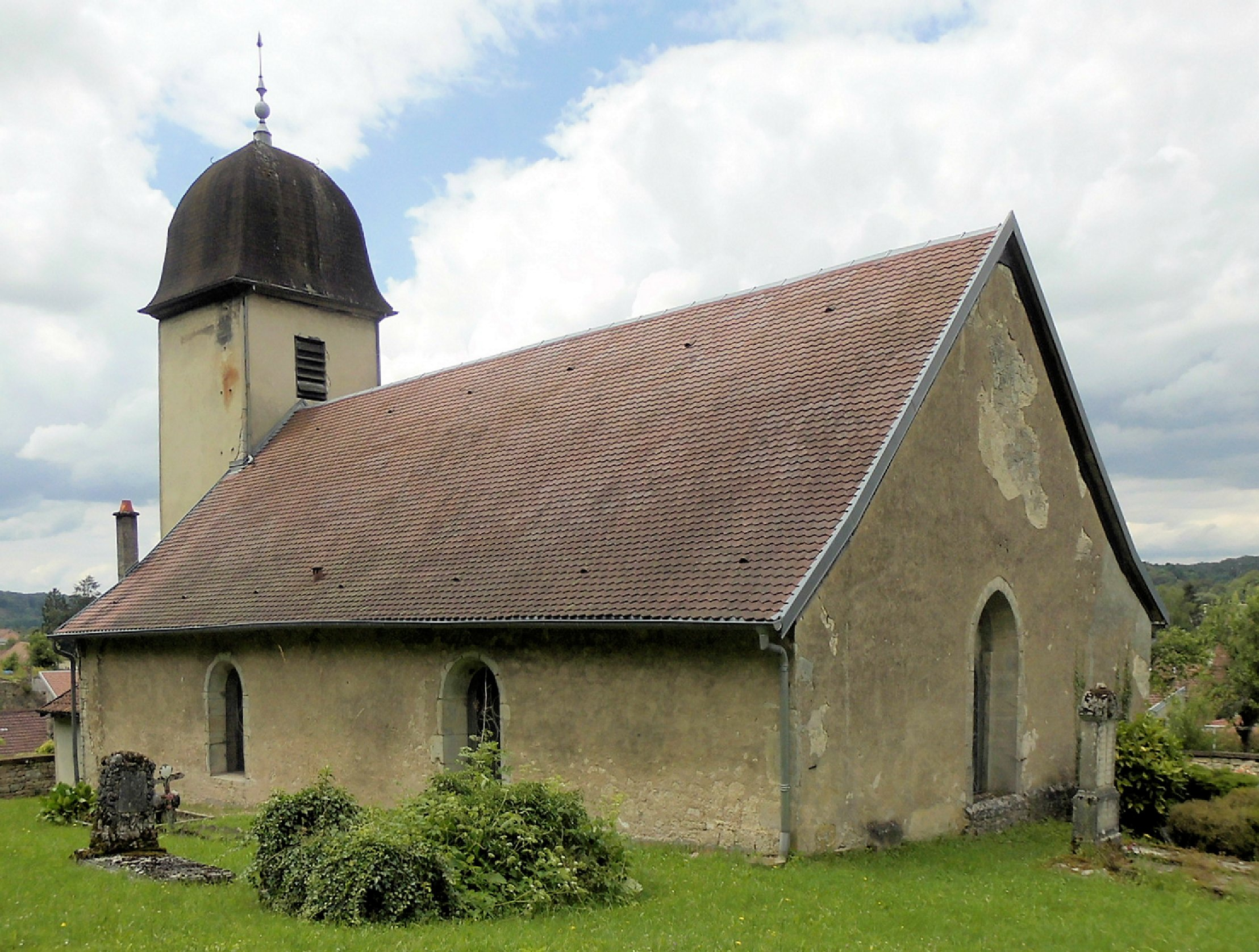
Protestantische Kirche

## Bevölkerung
| Jahr                       | 1962 | 1968 | 1975 | 1982 | 1990 | 1999 | 2008 | 2018 |
| Einwohner                  | 1172 | 1236 | 1371 | 1370 | 1523 | 1482 | 1408 | 1233 |
| Quellen: Cassini und INSEE |      |      |      |      |      |      |      |      |

Mit 1215 Einwohnern (Stand 1. Januar 2022) gehört Colombier-Fontaine zu den kleineren Gemeinden des Départements Doubs. Vor allem zu Beginn des 20. Jahrhunderts und von 1950 bis 1975 verzeichnete die Gemeinde starke Wachstumsraten.

## Wirtschaft und Infrastruktur
Schon seit Mitte des 19. Jahrhunderts ist Colombier-Fontaine durch Gewerbe und Industrie geprägt. Zu den wichtigen Betrieben gehören heute eine Stahlgießerei, eine Stuhlfabrik und eine Sägerei. Daneben gibt es heute verschiedene Betriebe des lokalen Kleingewerbes und des Einzelhandels. Mittlerweile hat sich das Dorf auch zu einer Wohngemeinde gewandelt. Viele Erwerbstätige sind deshalb Wegpendler, die in den größeren Ortschaften der Umgebung und in der Agglomeration Montbéliard ihrer Arbeit nachgehen.
Die Ortschaft ist verkehrstechnisch gut erschlossen. Sie liegt an einer Departementsstraße, die von L’Isle-sur-le-Doubs nach Voujeaucourt führt. Der nächste Anschluss an die Autobahn A36 befindet sich in einer Entfernung von ungefähr zehn Kilometern. Weitere Straßenverbindungen bestehen mit Lougres, Étouvans, Écot und Villars-sous-Écot. Colombier-Fontaine besitzt einen Bahnhof an der Eisenbahnstrecke Dole–Besançon–Montbéliard–Belfort.